# هيفاء بنت محمد بن سعود آل سعود
هيفاء بنت محمد بن سعود بن خالد آل عبد الرحمن آل سعود نائب وزير السياحة السعودية  ورئيس للجنة المرأة في الاتحاد السعودي للمبارزة منذ 27 سبتمبر2017، وعضو مجلس إدارة الهيئة العامة للطيران المدني منذ 14 يناير 2020، كما انضمت في 17 يوليو 2020 إلى مجلس إدارة صندوق التنمية السياحي.

## التعليم
حصلت على بكالوريوس إدارة الأعمال عام 2008 من جامعة نيو هافن، ثم شهادة ماجستير في إدارة الأعمال من كلية لندن للأعمال عام2017 في المملكة المتحدة.

## العمل والمناصب
- نائب وزير السياحة من 3 يوليو 2022.[6]
- شغلت منصب مساعدة الوزير للشؤون التنفيذية والاستراتيجية في وزارة السياحة من عام 2019 إلى عام 2022.
- شغلت منصب الأمينة العامة لشركة «فورمولا إي» القابضة منذ عام 2018.
- شغلت منصب رئيسة لجنة المرأة في الاتحاد العربي للمبارزة من يونيو 2017.
- نائبة الرئيس للشؤون النسائية في الاتحاد السعودي للمبارزة من نوفمبر 2017.
- شغل منصب المدير العام للاقتصاد الرياضي في الهيئة العامة للرياضة (وزارة الرياضة حالياً).
- مستشارة أولى في وزارة التعليم في الفترة من عام 2012 إلى عام 2016.
- عملت مساعدة مدير مبيعات الأسهم في بنك «إتش إس سي بي» من عام 2010 إلى عام 2012.
- عملت محللة  في بنك «إتش إس سي بي»من عام 2008 إلى عام 2009.[7]
- عضو مجلس إدارة هيئة تطوير الأحساء منذ مايو 2022.
- عضو مجلس إدارة هيئة تطوير الطائف منذ عام 2022.
- عضو مجلس إدارة شركة القدية للاستثمار منذ عام 2021.
- عضو مجلس إدارة صندوق التنمية السياحي في 2020.
- عضو مجلس إدارة الهيئة العامة للطيران المدني من عام 2020.[8]